# Trogossitidae
Famille
Les Trogossitidae sont une famille d'insectes coléoptères.

## Systématique
La famille Trogossitidae est décrite par Latreille en 1802,.
Les Trogossitidae, également connus sous le nom de coléoptères rongeurs d'écorce, sont une petite famille de la super-famille des Cleroidea.
De nombreux taxons appartenant autrefois à cette famille ont été retirés (à partir de 2019) à d'autres familles, telles que les Lophocateridae, les Peltidae, les Protopeltidae, les Rentoniidae et les Thymalidae.
Il y a environ 400 espèces dans 25 genres de la famille sous la nouvelle circonscription restreinte, contre 600 espèces dans plus de 50 genres dans l'ancienne définition.
Le fossile le plus ancien attribuable à la définition moderne et plus restreinte de la famille est Microtrogossita de l'ambre birman du milieu du Crétacé du Myanmar, qui a des affinités étroites avec les Trogossitini, indiquant que la famille s'était déjà considérablement diversifiée à cette époque.

## Présentation

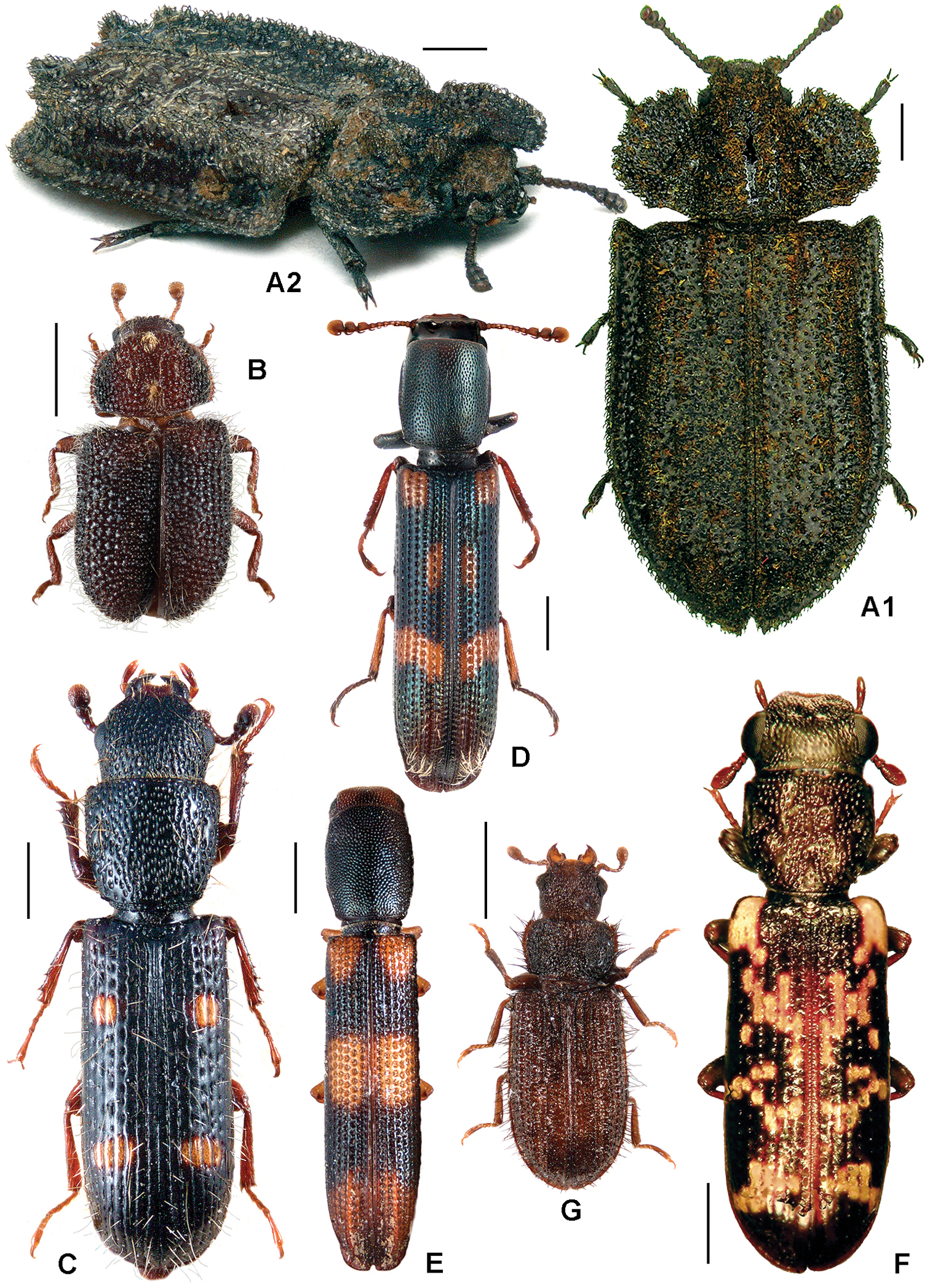
Membres des autres sous-familles Calityinae (A) Larinotinae (B) Egoliinae (C-F)

Les membres de la famille Trogossitidae sont généralement prédateurs et/ou se nourrissent de champignons, à la fois au stade adulte et larvaire, et sont généralement associés au bois, se trouvant sous l'écorce ou à l'intérieur des galeries de tunnel forées.

## Liste des genres
- Acalanthis Erichson, 1844
- Airora Reitter, 1876
- Alindria Erichson
- Anacypta Illiger
- Calanthosoma Reitter
- Calitys Thomson, 1859
- Corticotomus Sharp, 1891
- Dupontiella Spinola
- Egolia Erichson, 1842
- Elestora Pascoe
- Eupycnus Sharp
- Euschaefferia Leng, 1920
- Gymnocheilis Dejean
- Kolibacia Leschen & Lackner, 2013
- Larinotus Carter & Zeck
- Leipaspis Wollaston, 1862
- Leperina Erichson, 1844
- Melambia Erichson
- Narcisa Pascoe
- Necrobiopsis Crowson, 1964
- Nemozoma Latreille, 1804
- Paracalanthis Crowson
- Parallelodera Fairmaire, 1881
- Phanodesta Reitter
- Seidlitzella Jakobson
- Temnoscheila Westwood, 1830
- Tenebroides Piller & Mitterpacher, 1783
- Xenoglena Reitter

## Genres fossiles
Selon Paleobiology Database en 2023, il y deux genres fossiles référencés :
- †Lithostoma Martynov, 1926
- †Platokoleos Lin, 1977

### Publication originale
- P. A. Latreille, Histoire Naturelle, Générale et Particulière des Crustacés et des Insectes, vol. Tome Troisième, 1802, 1-467 p.